# Луц Лонг

Карл Лудвиг(Луц) Лонг (Лајпциг, 27. април 1913 — Сан Пјетро Кларенца 13. јул 1943) био је немачки атлетичар специјалиста за скокове: удаљ и троскок. Освајач је сребрне медаље на Летњим олимпијским играма 1936. у Берлину, а познат је и по саветима које је давао победнику Џесију Овенсу иако му је био највећи конкурент и све то је урадио на стадиону, пред Хитлером, који је био у свечаној ложи. 
На истим Играма такмичио је и у троскоку и заузео десето место са 14,62 м. Поред олимпијске медаље, освојио је и две бронзане на Европским првенствима 1934. у Торину (7,25 м) и 1938. у Паризу (7,56 м). На првенствима Немачке победио је 6 пута: 1933, 1934, 1936, 1937, 1938. и 1939. године.

## Луцов савет на Олимпијским играма 1936.
Луц као вишеструко најбољи скакач удаљ у Немачкој, важио је за фаворита на ОИ 1936. а Немци су ту очекивали сигурну златну медаљу у скоку удаљ. Његов главни конкурент био је Американац Џеси Овенс.
У квалификацијама Овенс је два пута преступио, па је био нервозан пред трећи одлучујући скок. У том тренутку настаје једна од најпознатијих слика са спортских такмичења тог времена (1936). Поред Овенса лежао је Луц Лонг, који је гледао Овенове скокове и покушао да му укаже на грешку. Једноставно је смирио Овенса и рекао му да се одрази нешто раније, јер ће у сваком случају доскочити квалификациону норму 7,15 м. У финалу Луц је освојио сребро иза Овенса који је поставио светски рекорд скоком 8,06 м. Рекорд је опстао све до 1960. године.
По завршетку Игара између њих је развило се велико пријатељство. Извесно да Луц Лонг није био човек нацистичког погледа на свет, иако се подигнута рука на постољу приликом примања сребрне медаље, може тако једнострано тумачити.
Лонг је за време рата служио војску у Вермахту и погинуо 1943. на Сицилији.
За своје поступке у спортском духу, постхумно је награђен медаљом Пјер де Кубертен. Ова медаља је награда која се даје од стране Међународног олимпијског комитета спортистима, као пример поруке мира и братства међу народима, у оригиналном духу олимпијских игара креираних од стране Пјера де Кубертена. Награда је установљена 1964 и добила име у част барона Пјера де Кубертена, оснивача Међународног олимпијског комитета. Прву медаљу добио је Луц Лонг.
Улице у близини спортских објеката у Лајпцигу и Олимпијском парку у Минхену од 1972. носе његово име. Његова медаља, фотографије и документи су донирани Спортмузеуму у Лајпцигу.

## Лични рекорди
| Дисциплина | Резултат | датум           | Место  | Белешка |
| ---------- | -------- | --------------- | ------ | ------- |
| Скок удаљ  | 7,90     | 1. август 1937. | Берлин |         |
| Троскок    | 14,80    | 1936.           |        |         |